# جانا تايلور
جانا تايلور (بالإنجليزية: Jana Taylor)‏ هي ممثلة أمريكية، ولدت في 27 يوليو 1943 في فار روكواي ‏ في الولايات المتحدة، وتوفيت في 27 أبريل 2004 في فينسيا في الولايات المتحدة.

## أعمال

### أفلام
- حكم في نورمبرغ

## وصلات خارجية
- جانا تايلور على موقع IMDb (الإنجليزية)
- جانا تايلور على موقع قاعدة بيانات الفيلم (الإنجليزية)